# Амат, Франсиско
Франсиско Амат Фонтанальс (исп. Francisco Amat Fontanals, кат. Francesc Amat i Fontanals, 21 марта 1943, Тарраса, Испания) — испанский хоккеист (хоккей на траве), нападающий. Серебряный призёр чемпионата мира 1971 года, чемпион Европы 1974 года.

## Биография
Франсиско Амат родился 21 марта 1943 года в испанском городе Тарраса.
Играл в хоккей на траве за «Эгару» из Таррасы. В её составе дважды выигрывал Кубок Европы (1969—1970), пять раз — чемпионат Испании (1971—1975), семь раз — Кубок Короля (1963, 1965, 1968—1969, 1971—1973).
В 1964 году вошёл в состав сборной Испании по хоккею на траве на Олимпийских играх в Токио, занявшей 4-е место. Играл на позиции нападающего, провёл 7 матчей, забил 8 мячей (три в ворота сборной Бельгии, два — Малайзии, по одному — Нидерландам, Канаде и Гонконгу).
В 1968 году вошёл в состав сборной Испании по хоккею на траве на Олимпийских играх в Мехико, занявшей 6-е место. Играл на позиции нападающего, провёл 9 матчей, забил 2 мяча (по одному в ворота сборных Бельгии и Мексики).
В 1969 году награждён медалью за спортивные заслуги за то, что стал первым испанским хоккеистом, сыгравшим сотую игру в составе сборной.
В 1972 году вошёл в состав сборной Испании по хоккею на траве на Олимпийских играх в Мюнхене, занявшей 7-е место. Играл на позиции нападающего, провёл 9 матчей, забил 2 мяча (по одному в ворота сборных ФРГ и Малайзии).
В 1971 году в составе сборной Испании завоевал серебряную медаль чемпионата мира в Барселоне. В 1970 году выиграл бронзу на чемпионате Европы в Брюсселе, в 1974 году — золото чемпионата Европы в Мадриде.
В 1981 году завершил выступления.
В течение карьеры провёл за сборную Испании 135 матчей.

## Семья
Представитель хоккейной и олимпийской династии. Братья Франсиско Амата Хайме Амат (1941—2020), Педро Амат (род. 1943) и Хуан Амат (род. 1946), сын Пол Амат (род. 1978) и племянник Хайме Амат (род. 1970) также играли за сборную Испании по хоккею на траве.
Хайме Амат-старший участвовал в летних Олимпийских играх 1964 и 1972 годов, Педро Амат — 1960, 1964 и 1968 годов, Хуан Амат — 1968, 1972, 1976 и 1980 (серебро) годов.
Пол Амат участвовал в летних Олимпийских играх 1996 (серебро), 2000, 2004, 2008 (серебро) и 2012 годов, Хайме Амат-младший — 1992, 1996 (серебро) и 2000 годов.